# Juan Guedes
Juan Guedes Rodríguez (Carrizal de Ingenio, provincia de Las Palmas, 2 de octubre de 1942-Las Palmas de Gran Canaria, 9 de marzo de 1971) conocido como Guedes fue un jugador de fútbol español. Realizó toda su carrera en la UD Las Palmas, club con el que jugó ocho años en Primera División y participó en la Copa de Ferias de 1969-70. Falleció estando aún en activo consecuencia de un cáncer.

## Trayectoria
Se inició en el histórico equipo del Porteño como juvenil. Después de ser convocado para la Selección Juvenil de Las Palmas, donde tuvo destacadas actuaciones como extremo izquierdo, se incorpora al equipo juvenil de la U. D. Las Palmas, de donde con solo 18 años saltó al primer equipo en la temporada 60-61, haciéndole debutar en Ceuta el 23 de abril de 1961 el entonces entrenador, Casimiro Benavente, en su puesto habitual de medio izquierdo con el número 6. A partir de esa fecha fue el titular indiscutible en esa demarcación, hasta pocos meses antes de su fallecimiento.
Fue internacional con España en dos ocasiones.

## Homenajes
Recibió la insignia de Oro y Brillantes de la Unión Deportiva Las Palmas título póstumo el 20 de febrero de 2016.
El campo de fútbol municipal del barrio de Tamaraceite recibe el nombre de Juan Guedes en su honor.